# CRYST@LOUD
「CRYST@LOUD」（クリスタラウド）は、2023年7月26日に発売されたアイドルマスターシリーズの楽曲。

## 概要
2023年2月11日・12日に開催された、アイドルマスターシリーズ初となる5ブランド合同イベント「THE IDOLM@STER M@STERS OF IDOL WORLD!!!!! 2023」に向けて制作された楽曲。2022年12月27日に配信された特別番組「ゆくM@S くるM@S 2022」にて発表された。作詞は古屋 真、作編曲はMONACA所属の石濱 翔が担当。2023年1月21日に各種サブスクでの配信やダウンロード販売が開始された。
歌唱者はシリーズの各ブランド（765プロ、シンデレラガールズ、ミリオンライブ！、SideM、シャイニーカラーズ）からキャラクター1名ずつ、計5名によるものとなっている。

## 収録曲
1. CRYST@LOUD
歌：天海春香、渋谷 凛、伊吹 翼、天道 輝、八宮めぐる from THE IDOLM@STER M@STERS OF IDOL WORLD!!!!! 2023
作詞：古屋 真、作曲・編曲：石濱 翔（MONACA）
2. CRYST@LOUD 天海春香ソロ・リミックス
歌：天海春香（中村繪里子）
3. CRYST@LOUD 渋谷 凛ソロ・リミックス
歌：渋谷 凛（福原綾香）
4. CRYST@LOUD 伊吹 翼ソロ・リミックス
歌：伊吹 翼（Machico）
5. CRYST@LOUD 天道 輝ソロ・リミックス
歌：天道 輝（仲村宗悟）
6. CRYST@LOUD 八宮めぐるソロ・リミックス
歌：八宮めぐる（峯田茉優）
7. CRYST@LOUD オリジナル・カラオケ

## カバー
- 灯里愛夏 - 2024年3月29日配信の「WANNABE EP COLLECTION 3」に収録。